# 2005. évi nyári európai ifjúsági olimpiai fesztivál
A 2005. évi nyári európai ifjúsági olimpiai fesztivál, hivatalos nevén a VIII. nyári európai ifjúsági olimpiai fesztivál egy több sportot magába foglaló nemzetközi sportesemény, melyet 2005. július 3. és július 8. között rendeztek Lignano Sabbiadoróban, Olaszországban.

## A versenyek helyszínei
- Lignano Sabbiadoro - a nyitó és záróünnepségeknek adott otthont. A cselgáncs, az atlétikai, a kosárlabda, az úszó és a tenisz versenyszámok helyszíne volt. Továbbá itt alakították ki az olimpiai falut.
- Latisana - a torna és a labdarúgás viadalainak adott otthont.
- San Vito al Tagliamento - a kézilabda-mérkőzések helyszíne.
- San Giorgio di Nogaro - a kajak-kenu, a röplabda- és labdarúgó-mérkőzések helyszíne volt.
- Pocenia
- Azzano Decimo - a kerékpárversenyek helyszíne volt.

## Részt vevő nemzetek
Az alábbi 48 nemzet képviseltette magát a sporteseményen:
- Albánia (7 – 4 férfi, 3 nő)
- Andorra (8 – 4 férfi, 4 nő)
- Ausztria (48 – 17 férfi, 31 nő)
- Azerbajdzsán (23 – 17 férfi, 6 nő)
- Belgium (61 – 25 férfi, 36 nő)
- Bosznia-Hercegovina (14 – 8 férfi, 6 nő)
- Bulgária (32 – 18 férfi, 14 nő)
- Ciprus (17 – 11 férfi, 6 nő)
- Csehország (51 – 22 férfi, 29 nő)
- Dánia (49 – 20 férfi, 29 nő)
- Észtország (58 – 38 férfi, 20 nő)
- Fehéroroszország (51 – 27 férfi, 24 nő)
- Finnország (70 – 43 férfi, 27 nő)
- Franciaország (72 – 29 férfi, 43 nő)
- Görögország (60 – 31 férfi, 29 nő)
- Grúzia (31 – 27 férfi, 4 nő)
- Hollandia (49 – 18 férfi, 31 nő)
- Horvátország (20 – 10 férfi, 10 nő)
- Izland (24 – 13 férfi, 11 nő)
- Izrael (38 – 25 férfi, 13 nő)
- Írország (45 – 31 férfi, 14 nő)
- Lengyelország (58 – 25 férfi, 33 nő)
- Lettország (61 – 43 férfi, 18 nő)
- Liechtenstein (7 – 5 férfi, 2 nő)
- Litvánia (63 – 43 férfi, 20 nő)
- Luxemburg (15 – 9 férfi, 6 nő)
- Észak-Macedónia (11 – 5 férfi, 6 nő)
- Magyarország (54 – 27 férfi, 27 nő)
- Málta (4 – 2 férfi, 2 nő)
- Moldova (17 – 15 férfi, 2 nő)
- Monaco (4 – 3 férfi, 1 nő)
- Egyesült Királyság (60 – 31 férfi, 29 nő)
- Németország (62 – 37 férfi, 25 nő)
- Norvégia (21 – 4 férfi, 17 nő)
- Olaszország (114 – 58 férfi, 56 nő)
- Oroszország (68 – 27 férfi, 41 nő)
- Örményország (11 – 9 férfi, 2 nő)
- Portugália (72 – 45 férfi, 27 nő)
- Románia (43 – 22 férfi, 21 nő)
- San Marino (13 – 6 férfi, 7 nő)
- Spanyolország (72 – 46 férfi, 26 nő)
- Svájc (76 – 48 férfi, 28 nő)
- Svédország (24 – 12 férfi, 12 nő)
- Szerbia és Montenegró (60 – 22 férfi, 38 nő)
- Szlovákia (49 – 23 férfi, 26 nő)
- Szlovénia (56 – 18 férfi, 38 nő)
- Törökország (49 – 30 férfi, 19 nő)
- Ukrajna (74 – 31 férfi, 43 nő)

## Versenyszámok
| Versenyszámok a 2005. évi európai nyári ifjúsági olimpiai fesztiválon |       |     |        |          |
| Sportág, szakág                                                       | férfi | női | vegyes | összesen |
| Atlétika                                                              | 17    | 16  | 0      | 33       |
| Cselgáncs                                                             | 8     | 7   | 0      | 15       |
| Kajak-kenu                                                            | 10    | 6   | 0      | 16       |
| Kerékpározás                                                          | 3     | 0   | 0      | 3        |
| Kézilabda                                                             | 0     | 1   | 0      | 1        |
| Kosárlabda                                                            | 1     | 0   | 0      | 1        |
| Labdarúgás                                                            | 1     | 0   | 0      | 1        |
| Röplabda                                                              | 0     | 1   | 0      | 1        |
| Tenisz                                                                | 1     | 1   | 1      | 3        |
| Torna                                                                 | 0     | 6   | 0      | 6        |
| Úszás                                                                 | 15    | 15  | 1      | 31       |
|                                                                       |       |     |        |          |
| Összesen                                                              | 56    | 53  | 2      | 111      |

## Menetrend
A 2005. évi nyári európai ifjúsági olimpiai fesztivál menetrendje:
| ● | Nyitóünnepség | ● | Versenynapok | ● | Döntők | ● | Záróünnepség |

| Július              | Július              | 3 | 4  | 5  | 6  | 7  | 8  | Versenyszámok |
| ------------------- | ------------------- | - | -- | -- | -- | -- | -- | ------------- |
| Ünnepségek          | Ünnepségek          | ● |    |    |    |    | ●  |               |
| Atlétika            | Atlétika            |   | 1  | 4  | 11 | 7  | 10 | 33            |
| Cselgáncs           | Cselgáncs           |   | 4  | 4  | 4  | 3  |    | 15            |
| Kajak-kenu          | Kajak-kenu          |   | ●  | 8  | ●  | 8  |    | 16            |
| Kerékpározás        | Kerékpározás        |   |    | 1  | 1  | 1  |    | 3             |
| Kézilabda           | Kézilabda           |   | ●  | ●  | ●  | ●  | 1  | 1             |
| Kosárlabda          | Kosárlabda          |   | ●  | ●  | ●  | ●  | 1  | 1             |
| Labdarúgás          | Labdarúgás          |   | ●  | ●  | ●  |    | 1  | 1             |
| Röplabda            | Röplabda            |   | ●  | ●  | ●  | ●  | 1  | 1             |
| Tenisz              | Tenisz              |   | ●  | ●  | ●  | ●  | 3  | 3             |
| Torna               | Torna               |   |    | ●  |    | ●  | 6  | 6             |
| Úszás               | Úszás               |   | 8  | 7  |    | 8  | 8  | 31            |
| Összes aznapi döntő | Összes aznapi döntő |   | 13 | 24 | 16 | 27 | 31 | 111           |

## A magyar érmesek
Magyarország az eseményen 54 sportolóval, 5 sportágban (atlétika, cselgáncs, kajak-kenu, torna, úszás) képviseltette magát.
Érmesek
| Érem  | Versenyző                                                        | Sportág    | Versenyszám            |
| ----- | ---------------------------------------------------------------- | ---------- | ---------------------- |
| Arany | Hegedűs Dóra                                                     | Cselgáncs  | 57 kg                  |
| Arany | Németh Tamás Pélyi Dávid Péter Kristóf Varga Kálmán              | Kajak-kenu | K-4 1000 m             |
| Arany | Kovács Emese                                                     | Úszás      | 400 m vegyes           |
| Ezüst | Armuth Gábor                                                     | Atlétika   | 400 m síkfutás         |
| Ezüst | Schubert Péter                                                   | Atlétika   | 2000 m akadályfutás    |
| Ezüst | Mészáros Kitty Nyusa Viktória Vágó Mónika Zircher Kitti          | Atlétika   | Női 4x100 m váltófutás |
| Ezüst | Hajdú Gergő Károly                                               | Kajak-kenu | C-1 500 m              |
| Ezüst | Devecseri Ádám Hajdú Gergő Károly                                | Kajak-kenu | C-2 500 m              |
| Ezüst | Gáspár Eszter                                                    | Cselgáncs  | 63 kg                  |
| Ezüst | Juhász Ádám Pál                                                  | Cselgáncs  | 90 kg                  |
| Ezüst | Kovács Emese                                                     | Úszás      | 200m vegyes            |
| Ezüst | Szeder Fanni                                                     | Úszás      | 800m gyors             |
| Bronz | Kostyál Ágnes                                                    | Atlétika   | 3000m síkfutás         |
| Bronz | Márton Anita                                                     | Atlétika   | Diszkoszvetés          |
| Bronz | Nagy Imola                                                       | Kajak-kenu | K-1 1000 m             |
| Bronz | Péter Kristóf Pélyi Dávid                                        | Kajak-kenu | K-2 1000 m             |
| Bronz | Karakas Hedvig                                                   | Cselgáncs  | 52 kg                  |
| Bronz | Tompa Orsolya                                                    | Úszás      | 100 m pillangó         |
| Bronz | Kovács Emese Oláh Gerda Tompa Orsolya Kovács Anett               | Úszás      | 4 × 100 m gyorsváltó   |
| Bronz | Dajka Ádám Szeder Fanni Nógrádi Ádám Kovács Anita                | Úszás      | 4 × 200 m vegyes váltó |
| Bronz | Kovács Emese                                                     | Úszás      | 200 m pillangó         |
| Bronz | Galamb Szimonetta Kanda Ágnes Mariann Tompa Orsolya Kovács Emese | Úszás      | 4 × 100 m vegyes váltó |

## Éremtáblázat
| A 2005. évi európai nyári ifjúsági olimpiai fesztivál éremtáblázata | A 2005. évi európai nyári ifjúsági olimpiai fesztivál éremtáblázata | A 2005. évi európai nyári ifjúsági olimpiai fesztivál éremtáblázata | A 2005. évi európai nyári ifjúsági olimpiai fesztivál éremtáblázata | A 2005. évi európai nyári ifjúsági olimpiai fesztivál éremtáblázata | Olimpia  |
| ------------------------------------------------------------------- | ------------------------------------------------------------------- | ------------------------------------------------------------------- | ------------------------------------------------------------------- | ------------------------------------------------------------------- | -------- |
|                                                                     | Ország                                                              | Arany                                                               | Ezüst                                                               | Bronz                                                               | Összesen |
| 1.                                                                  | Oroszország                                                         | 15                                                                  | 16                                                                  | 12                                                                  | 43       |
| 2.                                                                  | Olaszország                                                         | 14                                                                  | 8                                                                   | 14                                                                  | 36       |
| 3.                                                                  | Egyesült Királyság                                                  | 13                                                                  | 5                                                                   | 5                                                                   | 23       |
| 4.                                                                  | Németország                                                         | 7                                                                   | 11                                                                  | 7                                                                   | 25       |
| 5.                                                                  | Hollandia                                                           | 6                                                                   | 2                                                                   | 4                                                                   | 12       |
| 6.                                                                  | Spanyolország                                                       | 5                                                                   | 7                                                                   | 5                                                                   | 17       |
| 7.                                                                  | Ukrajna                                                             | 4                                                                   | 6                                                                   | 3                                                                   | 13       |
| 8.                                                                  | Fehéroroszország                                                    | 4                                                                   | 4                                                                   | 2                                                                   | 10       |
| 9.                                                                  | Belgium                                                             | 4                                                                   | 1                                                                   | 6                                                                   | 11       |
| 10.                                                                 | Szlovénia                                                           | 4                                                                   | 1                                                                   | 2                                                                   | 7        |
| 11.                                                                 | Észtország                                                          | 4                                                                   | 1                                                                   | 0                                                                   | 5        |
| 12.                                                                 | Magyarország                                                        | 3                                                                   | 9                                                                   | 10                                                                  | 22       |
| 13.                                                                 | Grúzia                                                              | 3                                                                   | 0                                                                   | 1                                                                   | 4        |
| 14.                                                                 | Lettország                                                          | 2                                                                   | 3                                                                   | 4                                                                   | 9        |
|                                                                     | Portugália                                                          | 2                                                                   | 3                                                                   | 4                                                                   | 9        |
| 16.                                                                 | Horvátország                                                        | 2                                                                   | 2                                                                   | 0                                                                   | 4        |
| 17.                                                                 | Izrael                                                              | 2                                                                   | 1                                                                   | 3                                                                   | 6        |
| 18.                                                                 | Ausztria                                                            | 2                                                                   | 1                                                                   | 2                                                                   | 5        |
| 19.                                                                 | Azerbajdzsán                                                        | 2                                                                   | 0                                                                   | 4                                                                   | 6        |
| 20.                                                                 | Dánia                                                               | 2                                                                   | 0                                                                   | 2                                                                   | 4        |
| 21.                                                                 | Lengyelország                                                       | 1                                                                   | 5                                                                   | 3                                                                   | 9        |
| 22.                                                                 | Románia                                                             | 1                                                                   | 5                                                                   | 2                                                                   | 8        |
| 23.                                                                 | Szerbia és Montenegró                                               | 1                                                                   | 2                                                                   | 2                                                                   | 5        |
| 24.                                                                 | Svájc                                                               | 1                                                                   | 2                                                                   | 1                                                                   | 4        |
| 25.                                                                 | Svédország                                                          | 1                                                                   | 2                                                                   | 0                                                                   | 3        |
| 26.                                                                 | Franciaország                                                       | 1                                                                   | 1                                                                   | 8                                                                   | 10       |
| 27.                                                                 | Bulgária                                                            | 1                                                                   | 1                                                                   | 0                                                                   | 2        |
|                                                                     | Törökország                                                         | 1                                                                   | 1                                                                   | 0                                                                   | 2        |
| 29.                                                                 | Ciprus                                                              | 1                                                                   | 0                                                                   | 0                                                                   | 1        |
| 30.                                                                 | Csehország                                                          | 0                                                                   | 3                                                                   | 3                                                                   | 6        |
| 31.                                                                 | Moldova                                                             | 0                                                                   | 2                                                                   | 4                                                                   | 6        |
| 32.                                                                 | Írország                                                            | 0                                                                   | 2                                                                   | 3                                                                   | 5        |
| 33.                                                                 | Norvégia                                                            | 0                                                                   | 1                                                                   | 2                                                                   | 3        |
| 34.                                                                 | Görögország                                                         | 0                                                                   | 1                                                                   | 0                                                                   | 1        |
| 35.                                                                 | Litvánia                                                            | 0                                                                   | 0                                                                   | 5                                                                   | 5        |
| 36.                                                                 | Szlovákia                                                           | 0                                                                   | 0                                                                   | 3                                                                   | 3        |
| 37.                                                                 | Örményország                                                        | 0                                                                   | 0                                                                   | 1                                                                   | 1        |
|                                                                     |                                                                     |                                                                     |                                                                     |                                                                     |          |
| Összesen                                                            | Összesen                                                            | 109                                                                 | 109                                                                 | 127                                                                 | 345      |